# David Janssen
David Janssen (* 27. März 1931 in Naponee, Nebraska als David Harold Meyer; † 13. Februar 1980 in Malibu, Kalifornien) war ein US-amerikanischer Schauspieler, der seine größten Erfolge beim Fernsehen feierte. Seine bekannteste Rolle ist die des Dr. Richard Kimble in der Fernsehserie Auf der Flucht (1963–1967).

## Leben
Seine Jugend verbrachte David Janssen in Hollywood, nachdem seine Mutter, Berniece Graf Meyer, eine ehemalige Miss Nebraska, die auch bei den Ziegfeld Follies aufgetreten war, sich von seinem Vater Harold getrennt hatte. 1937 heiratete sie Eugene Ashley Janssen, dessen Namen ihr Sohn mit Beginn seiner Tätigkeit im Showgeschäft benutzte. Janssen, der zunächst eine Sportlerkarriere anstrebte, musste diese wegen eines Unfalls aufgeben. 1945 hatte er seine erste Rolle in It’s a Pleasure, doch die Produktionsfirma 20th Century Fox ließ ihn wegen seiner abstehenden Ohren bald wieder fallen. Er wechselte zu Universal Studios und erhielt dort Anfang der 1950er Jahre zahlreiche Rollen, die allerdings in den meisten Fällen klein ausfielen. So ist er beispielhaft in Douglas Sirks Melodram Was der Himmel erlaubt von 1955 in nur einer Szene zu sehen. In dieser Zeit lernte er Clint Eastwood kennen, den Janssen ermunterte, es ebenfalls als Schauspieler zu versuchen.
Seinen schauspielerischen Durchbruch schaffte Janssen ab 1958 durch die Serie Richard Diamond, Private Detective, in der er die Titelrolle des Privatdetektivs spielte. Die beliebte Serie lief insgesamt drei Jahre. Noch erfolgreicher wurde er mit seiner Darstellung des nach dem Mörder seiner Frau suchenden Richard Kimble in der Serie Auf der Flucht, die von 1963 bis 1967 lief und für die er mit dem Golden Globe Award ausgezeichnet wurde. Nachdem er durch Auf der Flucht weltweit populär geworden war, erhielt Janssen in den späten 1960er Jahren in einigen Kinofilmen profilierte Rollen, beispielsweise in In den Schuhen des Fischers (1968) an der Seite von Laurence Olivier sowie im Science-Fiction-Film Verschollen im Weltraum (1969). 
In den 1970er Jahren konnte er an diese Kinoerfolge nicht mehr anknüpfen, und er konzentrierte sich wieder vornehmlich auf Fernsehrollen. In der kurzlebigen Serie O'Hara, U.S. Treasury war er in den Jahren 1971 und 1972 als Beamter des US-Finanzministeriums zu sehen. Größeren Erfolg hatte er mit der Harry O (1974–1978), in der er als Privatdetektiv Harry Orwell seine vierte und insgesamt letzte Serienhauptrolle übernahm. 1978 war er in der historischen Serie Colorado Saga Teil des umfangreichen Schauspielensembles, ebenfalls war er in der englischen Originalfassung als Erzählerstimme zu hören. Janssen arbeitete bis zu seinem Tod als Schauspieler, seine letzten Produktionen wurden posthum veröffentlicht. Insgesamt umfasst sein filmisches Schaffen mehr als 90 Film- und Fernsehproduktionen.
Von 1958 bis zu ihrer Scheidung 1970 war Janssen mit Ellie Graham verheiratet. Ab 1975 war er mit seiner Schauspielkollegin Dani Crayne in einer Ehe. Janssen war schwer alkoholkrank und ein starker Raucher. Als Gründe für seinen plötzlichen Tod 1980 aufgrund eines Herzinfarkts werden sein exzessiver Lebenswandel wie auch Überarbeitung vermutet. Seine letzte Ruhe fand er auf dem Hillside Memorial Park Cemetery in Culver City, Kalifornien.

## Auszeichnungen
Golden Globe Awards
- 1961: Nominierung als Bester Nachwuchsdarsteller für Aus der Hölle zur Ewigkeit
- 1965: Nominierung als Bester Serien-Hauptdarsteller – Drama für Auf der Flucht
- 1966: Auszeichnung als Bester Serien-Hauptdarsteller – Drama für Auf der Flucht

Emmy Awards
- 1964, 1966, 1967: jeweils Nominierungen als Hauptdarsteller in einer Dramaserie für Auf der Flucht

Weitere Auszeichnungen
- 1961: Laurel Award als Bester Nachwuchsdarsteller
- 1966: Goldene Kamera 1966 als Beliebtester Auslandsserienstar
- 1967: Photoplay Award als Populärster männlicher Star
- 1989: Stern auf dem Hollywood Walk of Fame in der Kategorie Fernsehen[4]

## Filmografie (Auswahl)
- 1945: Rausch der Farben (It’s a Pleasure)
- 1946: Swamp Fire
- 1952: Unter falscher Flagge (Yankee Buccaneer)
- 1955: Der Speer der Rache (Chief Crazy Horse)
- 1955: Zur Hölle und zurück (To Hell and Back)
- 1955: Der Schläger von Chicago (The Square Jungle)
- 1955: Was der Himmel erlaubt (All That Heaven Allows)
- 1956: Playboy – Marsch, marsch! (The Girl He Left Behind)
- 1957–1960: Richard Diamond, Privatdetektiv (Richard Diamond, Private Detective, Fernsehserie, 77 Folgen)
- 1958: Lafayette Escadrille
- 1961: Die Menschenfalle (Man-Trap)
- 1961: Feuersturm (Ring of Fire)
- 1963–1967: Auf der Flucht (The Fugitive, Fernsehserie, 120 Folgen)
- 1967: Der Todesschuß (Warning Shot)
- 1968: Die grünen Teufel (The Green Berets)
- 1968: In den Schuhen des Fischers (The Shoes of the Fisherman)
- 1969: Pokerspiel für Zwei (Where It’s At)
- 1969: Verschollen im Weltraum (Marooned)
- 1971–1972: O’Hara, U.S. Treasury (Fernsehserie, 23 Folgen)
- 1973: Duell der Helikopter (Birds of Prey)
- 1973: Cannon (Fernsehserie, 1 Folge)
- 1974–1976: Harry O (Fernsehserie, 45 Folgen)
- 1975: Einmal ist nicht genug (Once Is Not Enough)
- 1976: Per Saldo Mord (The Swiss Conspiracy)
- 1976: SOS in den Wolken (Mayday at 40,000 Feet!, Fernsehfilm)
- 1976: Zwei Minuten Warnung (Two-Minute Warning)
- 1977: Rendezvous mit dem Tod (Golden Rendezvous)
- 1978: Colorado Saga (Centennial, Fernseh-Miniserie, 10 Folgen)
- 1978: Covert Action – Rauschgift tötet leise (Sono stato un agente C.I.A.)
- 1979: S.O.S. Titanic
- 1980: Weiße Hölle (High Ice, Fernsehfilm)
- 1981: Inchon